# Chiesa di San Maurizio (Monza)
La chiesa di San Maurizio è una chiesa di Monza, situata in piazza Santa Margherita.

## Storia
La chiesa ha avuto origine nel 1310, quando prese il posto di una casa umiliata, che divenne poi convento delle monache dell'ordine. 

In data imprecisata (forse la seconda metà del XV secolo), il convento passò ad osservare la regola benedettina con il titolo di Santa Margherita.
Nel 1469 una nuova chiesa dedicata alle sante Margherita e Caterina viene ad occupare il luogo dell'oratorio medievale.
Il monastero è noto per la vicenda di Marianna de Leyva che poi ha ispirato il personaggio di Gertrude, la monaca di Monza dei Promessi Sposi.
Agli inizi del XVIII secolo le condizioni statiche della chiesa erano divenute talmente precarie che nel 1736 fu necessario operare il suo totale rifacimento del quale viene incaricato l'architetto milanese Giacomo Antonio Quadrio.
Nel 1785 il monastero è stato soppresso mentre la chiesa è stata sconsacrata. 
I vari edifici del complesso vennero venduti e seguirono diverse vicende.

Il chiostro è stato in parte demolito e poi, dal 1956, un condominio ne ha occupato la maggior parte della superficie. 
Una piccola porzione dell'antico monastero sopravvive ancora oggi, serrata tra i condomini adiacenti, ed in particolare la cantina e il pozzo che negli anni hanno mantenuto quasi intatto l'aspetto originale. 

È rimasto anche l'antico potale d'ingresso al monastero, tuttora visibile a sinistra della facciata della chiesa.

La chiesa invece appartiene, dal 1881, al duomo di Monza che vi ripristina il cultotrasferendovi il “titolo” dell'antica e vicina chiesa di San Maurizio, che nel 1846 era stata demolita per consentire l'apertura della via Ferdinandea (oggi via Vittorio Emanuele II).

## Descrizione
La chiesa presenta un'alta facciata in barocchetto lombardo, a due ordini divisi da un alto cornicione e scandita da lesene e timpano alla sommità. Nell'ordine superiore si apre un ampio finestrone vetrato.
L'insieme è reso pittoricamente vivace dal contrasto di colore del cotto del rivestimento e dei marmi delle sculture e dei capitelli corinzi. 
Sul fastigio del timpano è la statua di Santa Margherita che impugnando la Croce calpesta il drago, mentre ai due estremi sono le statue di angeli.
Molto bella è la ricca decorazione scultorea in marmo del portale dove, su modanature curviinee, due statue di oranti accompagnano un ovale che racchiude il busto della Santa. 

Interessante è anche l'inusuale allineamento delle due colonne in granito che reggono il portale, disposte secondo una linea di strombatura divergente rispetto agli stipiti della porta. 
L'interno, a navata unica con volta a botte, un tempo era diviso da un muro trasversale per separare lo spazio riservato alle monache da quello pubblico.
Nella parete absidale sono due nicchie con statue di santi ai lati della nicchia centrale che espone il Crocifisso.
L'apparato decorativo dell'aula è costituita dal ciclo di affreschi (1740-42) di Carlo Innocenzo Carloni sulle prime tre campate della volta mentre riquadri di Giuseppe Castelli e del Perrucchetti integrano la decorazione. Alle pareti si conservano tele di Antonio Maria Ruggeri, Ambrogio Brambilla, del monzese Giambattista Gariboldi e di Francesco Corneliani. 

Dietro l'altare è un ritratto di San Carlo Borromeo.
Sulla parete in controfacciata, dentro un'elegante cornice barocca,  è installato un importante organo a mantice del XVIII secolo, il più antico della città.
Dietro la chiesa, sulla destra, si eleva la torre campanaria, in cotto con balaustrate in marmo.

All'esterno, sulla parete di fondo del piccolo vano a sinistra della facciata, è il portale d'ingresso dell'antico convento di Santa Margherita; alla sua destra il vano che ospitava la ruota degli esposti dove venivano lasciati i neonati abbandonati.

## Voci correlate

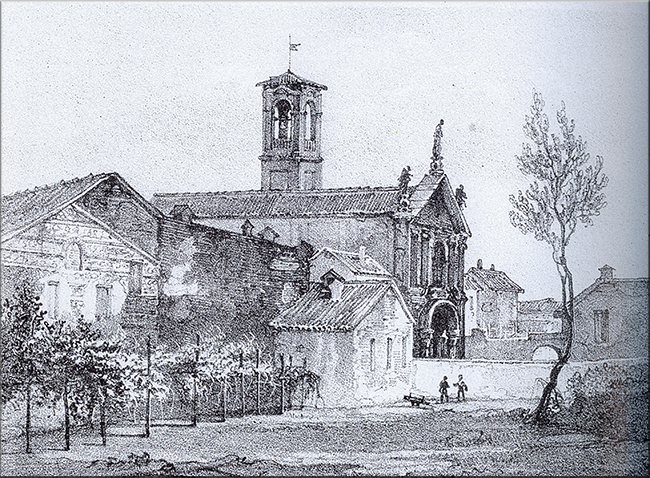
Antico monastero e chiesa di Santa Margherita